# Josef Schránil
Josef Schránil (5. dubna 1883, Praha – 20. března 1940, tamtéž) byl český archeolog, přednosta prehistorického oddělení Národního muzea a profesor prehistorické archeologie na Karlově univerzitě. V roce 1928 vydal syntézu pravěkých dějin Čech a Moravy Vorgeschichte Böhmens und Mährens.

## Publikace
- Ukázky pravěkého umění z Čech, Praha 1919
- Studie o vzniku kultury bronzové v Čechách, Praha 1921
- Vorgeschichte Böhmens und Mährens, Berlin – Leipzig 1928
- Země české za doby knížecí, Praha 1932
- Legendární bojiště na Tursku, Praha 1934